# Boleyn Ground
Boleyn Ground, mer känd som Upton Park, var en fotbollsarena i London i England. Den var hemmaarena för West Ham United. Arenan öppnades 1904, avslutades 2016 och revs 2017. Arenan hade en kapacitet på 35 016 åskådare. Namnet Boleyn tros härstamma från drottningen Anne Boleyn som på 1500-talet sägs ha bott i ett slott vid platsen.
Upton Park är egentligen namnet på området i Londons East End där arenan var belägen, samt namnet på tunnelbanestationen i samma stadsdel.
I anslutning till arenan sitter ett emblem till minne över klubbens förra storspelare, lagkapten och världsmästare, Bobby Moore.
Klubbens fans sjunger innan varje hemmamatch låten "I'm Forever Blowing Bubbles".
West Ham United lämnade Boleyn Ground sommaren 2016 för att istället spela sina hemmamatcher på Olympiastadion i London.

## Referenser

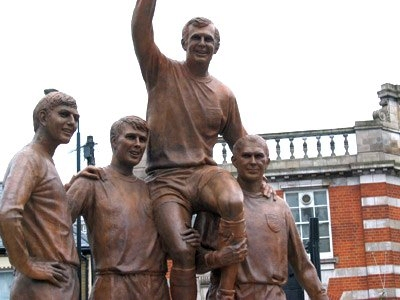
Staty föreställande engelska världsmästare. Statyn är belägen på Barking Road bara några hundra meter från Boleyn Ground. Från vänster till höger: Martin Peters, Geoff Hurst, Bobby Moore (upplyft) och Ray Wilson. De tre förstnämnda var West Ham United-spelare.